# ذهن من
 «ذهن من» (به انگلیسی: Mind of Mine) نخستین آلبوم استودیویی از خوانندهٔ بریتانیایی زین مالک است که در ۲۵ مارس ۲۰۱۶ منتشر شد.
اولین تک‌آهنگ این آلبوم به نام گفتگو بالشی در ۲۹ ژانویه ۲۰۱۶ منتشر شد و در صدر جدول ۱۰۰ آهنگ داغ بیلبورد قرار گرفت.